# Tomasz Rząsa
Tomasz Mariusz Rząsa (født 11. marts 1973 i Kraków, Polen) er en polsk tidligere fodboldspiller (venstre back).
Rząsa spillede over en 12-årig periode 36 kampe for Polens landshold, og scorede ét mål. Han repræsenterede sit land ved VM 2002 i Sydkorea og Japan, og fik spilletid i én af polakkernes tre kampe i turneringen.
På klubplan spillede Rząsa størstedelen af sin karriere i udlandet, hvor han blandt andet repræsenterede schweiziske Grasshoppers, hollandske Feyenoord og østrigske SV Ried. Han var med til at vinde UEFA Cuppen med Feyenoord i 2002, og spillede hele kampen i klubbens finalesejr på 3-2 over Borussia Dortmund.

## Titler
Schweiziske Super League
- 1996 og 1997 med Grasshoppers

UEFA Cup
- 2002 med Feyenoord

Johan Cruijff Schaal
- 1999 med Feyenoord